# 9493 Enescu
9493 Enescu  este un asteroid din centura principală, denumit după compozitorul român George Enescu. A fost descoperit în 1971, la Observatorul Palomar și are o orbită caracterizată de semiaxa majoră de 2,5906031 u.a. și o excentricitate de 0,1674440, înclinația este de 7,33223° față de ecliptică. Magnitudinea absolută este 13,8.